# Karmann

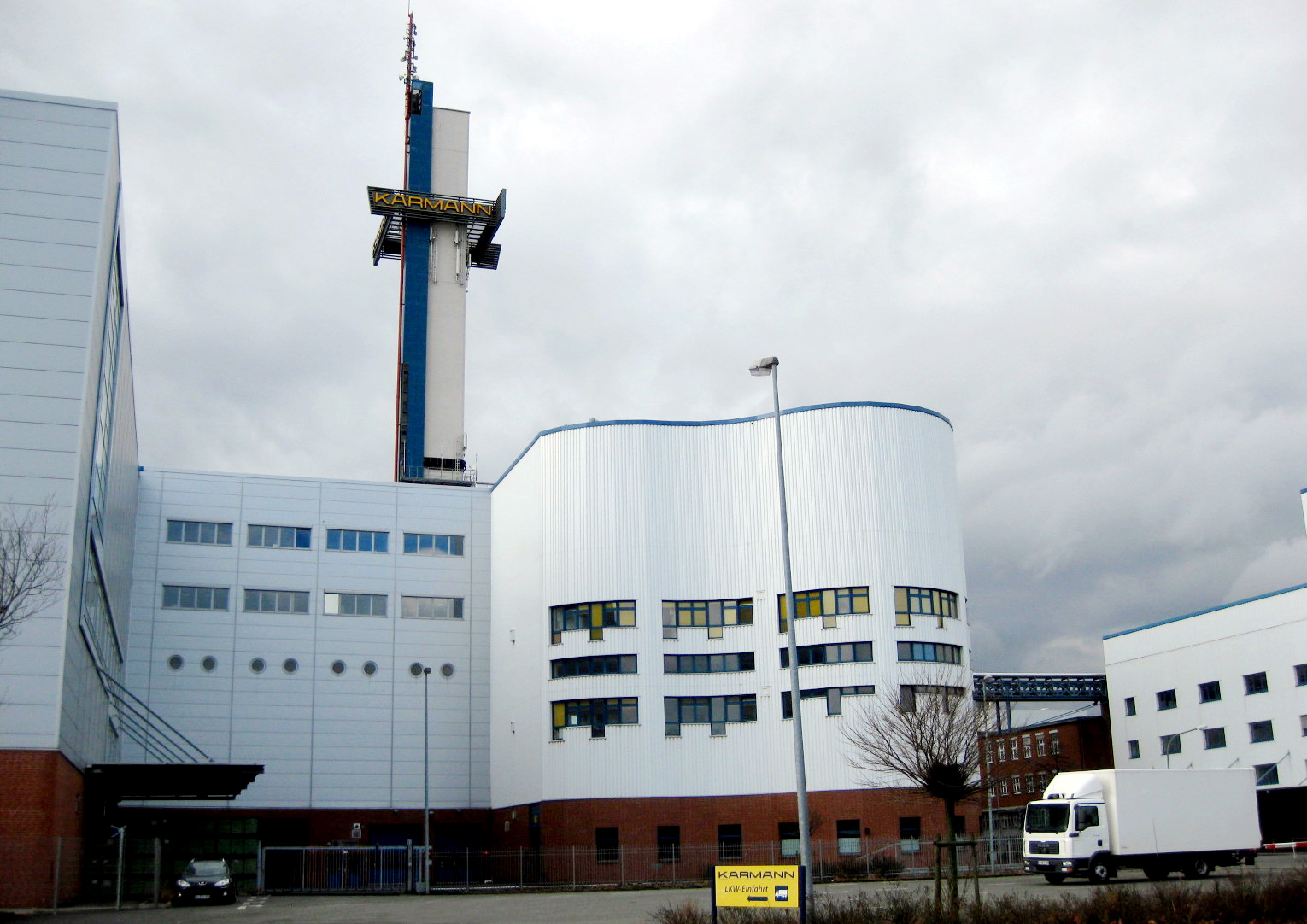
Karmann en Osnabrück

Karmann fue una empresa localizada en Osnabrück, Alemania, fundada en 1901, que produjo versiones descapotables de automóviles de marcas como Audi, BMW, DaimlerChrysler, Porsche y Volkswagen.
El 9 de abril de 2009 el sindicato metalúrgico alemán IG-Metall comunicó que el comité de empresa había presentado un informe de quiebra que afectaba a 3.470 trabajadores. El 24 de junio del mismo año se declaró en bancarrota, bajo el contexto de la crisis económica mundial.  Estuvo a punto de cerrar sus puertas, hasta que cerró un acuerdo con Volkswagen para el desarrollo de coches híbridos.

## Producción total

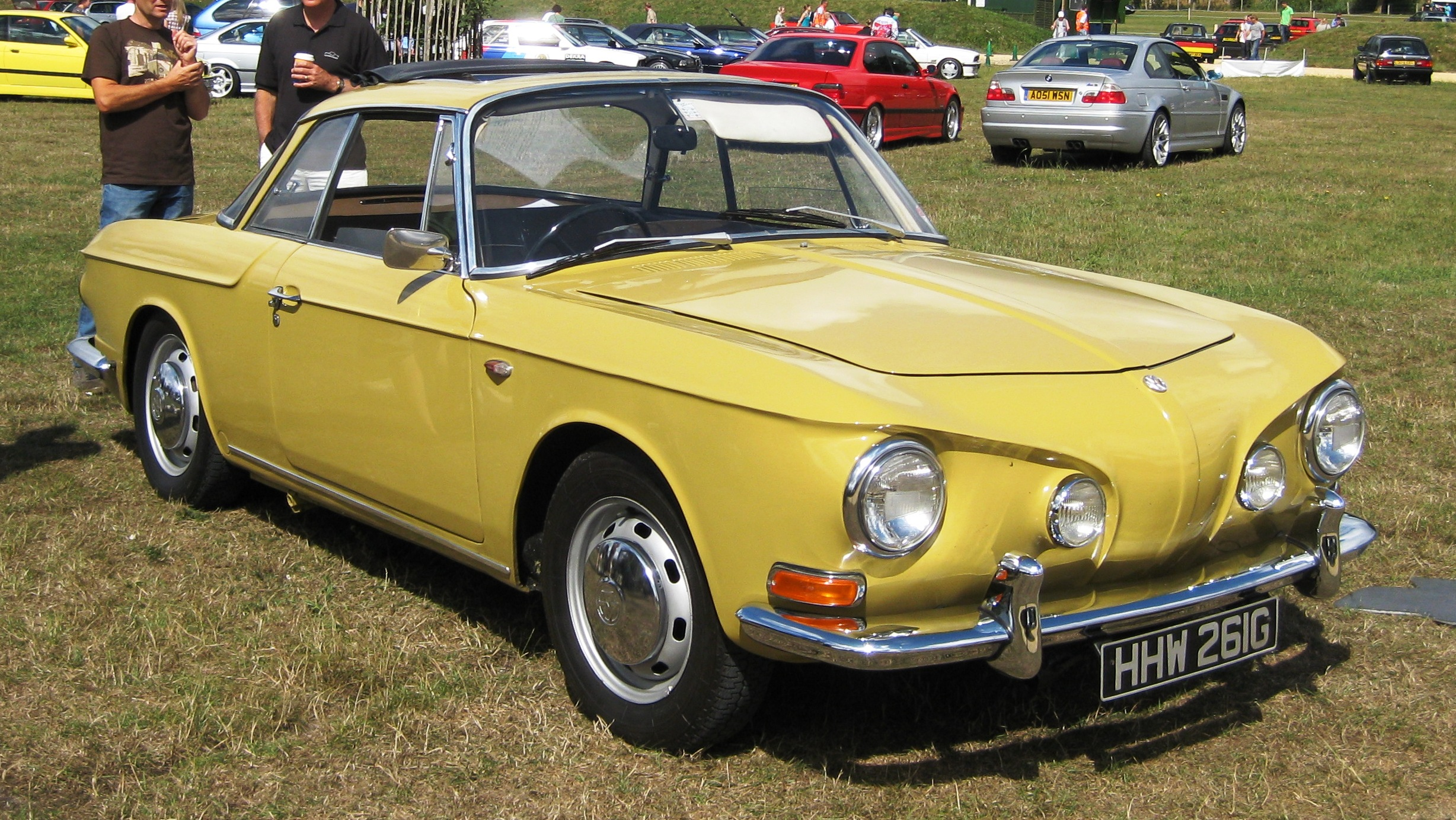
Volkswagen Karmann Ghia Tipo 34 (1961–1966)

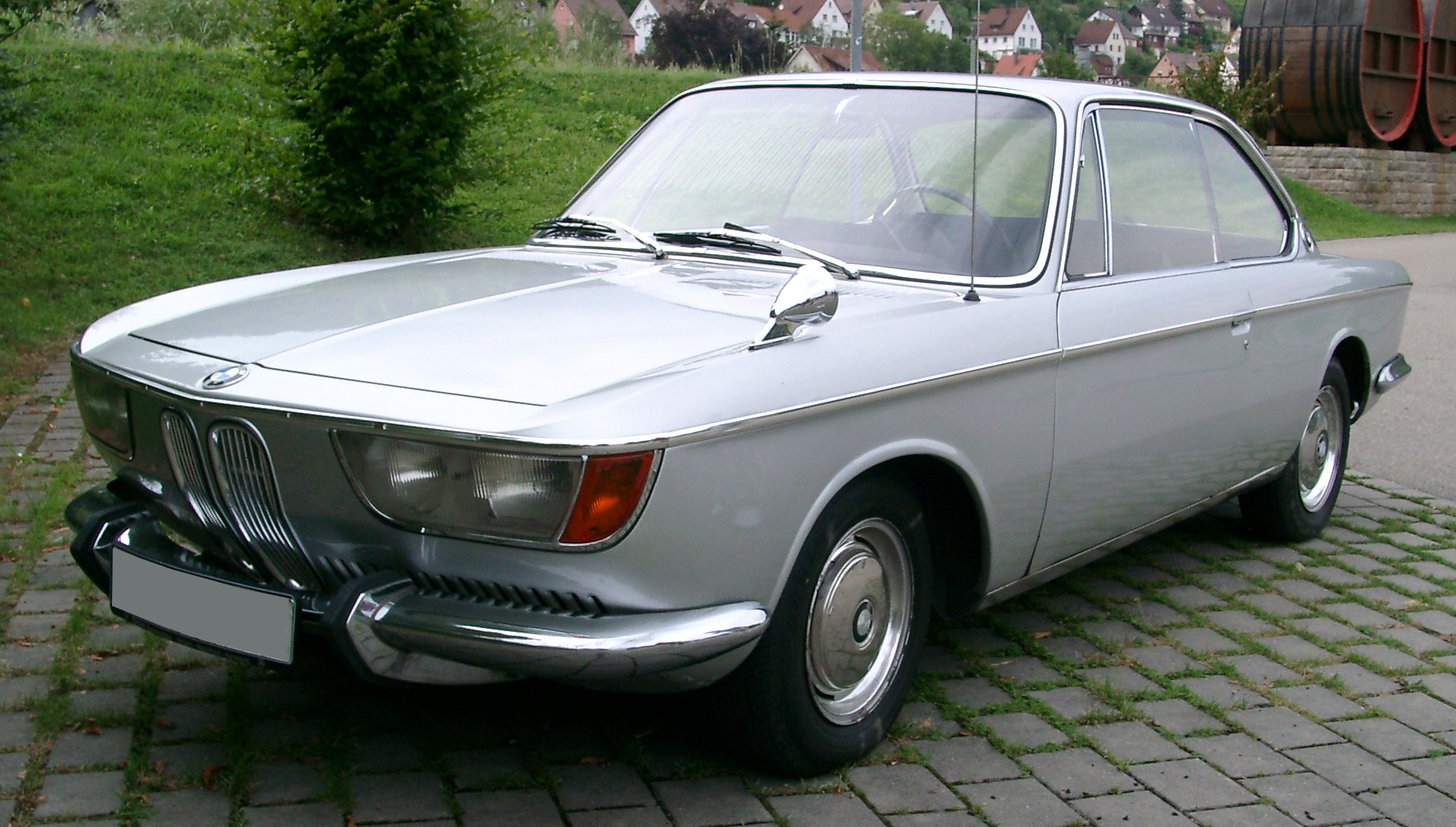
BMW 2000 CS (1965–1969)

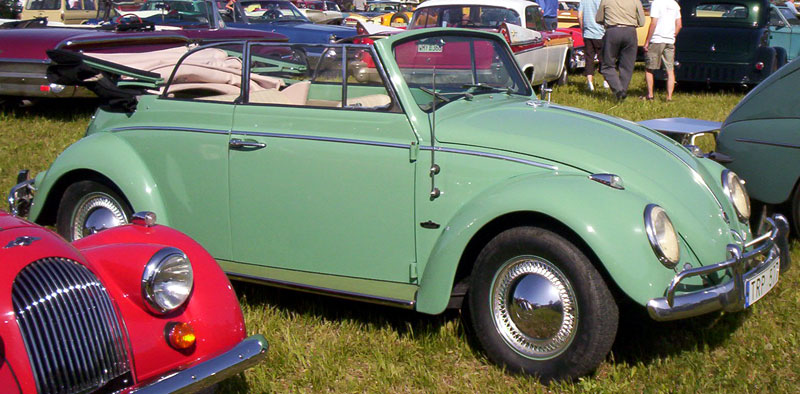
1961 Volkswagen Tipo 1 Cabriolet

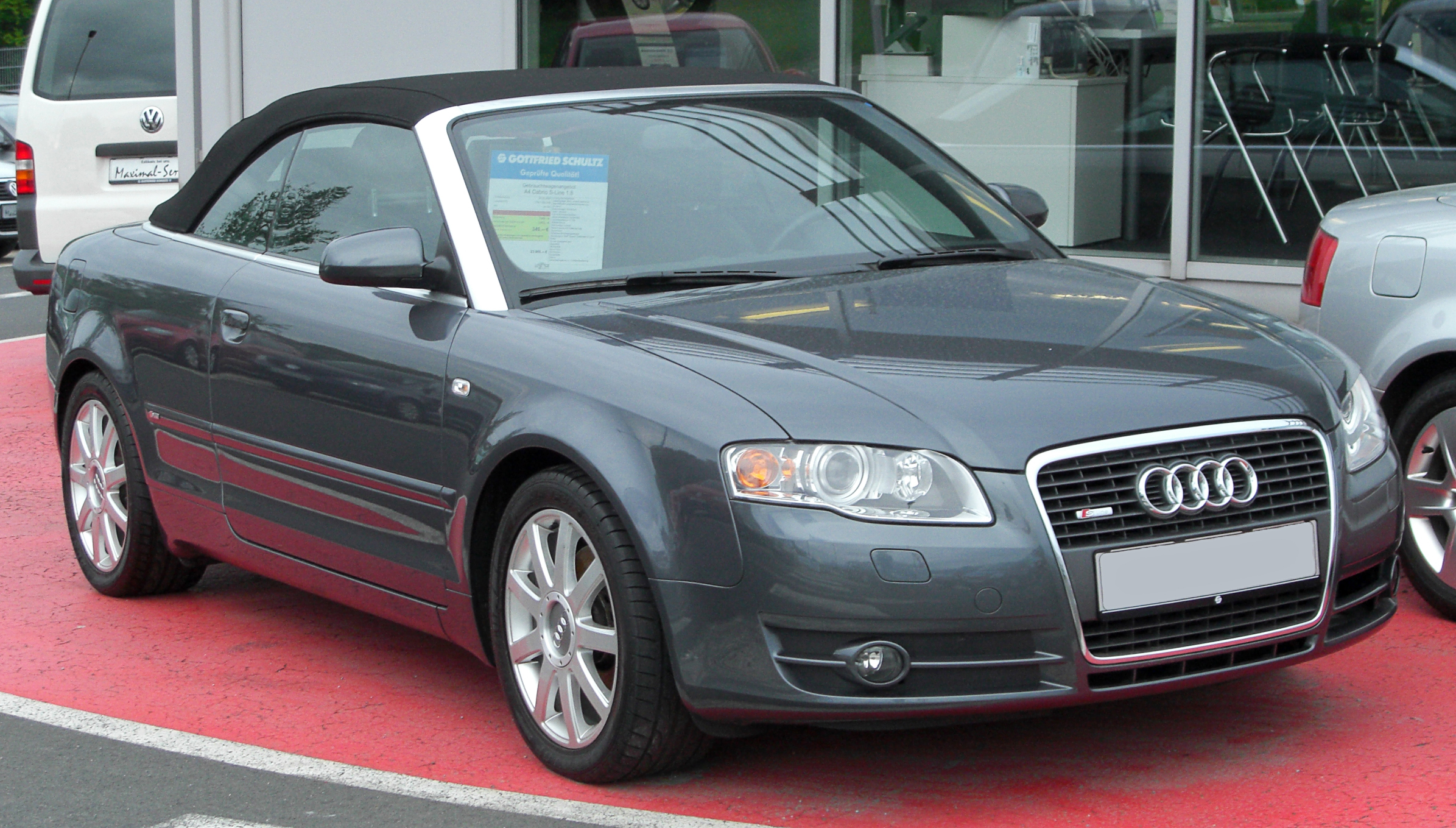
Audi Audi A4 B7 Cabriolet

Desde 1902 Karmann ha producido más de tres millones de coches. Los coches desde 1950 son:
| Modelo / Tipo                         | Años               | Cantidad de vehículos | Observación                          |
| ------------------------------------- | ------------------ | --------------------- | ------------------------------------ |
| AMC Javelin Cupé                      | 1968               | 300                   |                                      |
| Audi 80 Cabriolet                     | 1997 - 2000        | 12.112                |                                      |
| Audi Karmann Asso di Picche           | 1973               |                       | Prototipo basado en el Audi 80       |
| Audi A4 Cabriolet y Audi S4 Cabriolet | 2002 - 2008        | 81.959                | fin de 2004                          |
| BMW 2000 CS                           | 1965 - 1970        | 13.696                | carrocería en bruto (Body-In-White ) |
| BMW 3,0 CS                            | 1971 - 1975        | 21.147                |                                      |
| BMW 635 CSI                           | 1976 - 1989        | 86.314                |                                      |
| Chrysler Crossfire Cupé               | 2003 - 2008        | 37.896                |                                      |
| Chrysler Crossfire Roadster           | 2003 - 2008        | 16.269                |                                      |
| DKW F89 Cabriolet                     | 1950 - 1953        | 5.010                 | de cuatro plazas                     |
| DKW F91 Cabriolet                     | 1953 - 1955        | 1.550                 | de dos y cuatro plazas               |
| DKW F93 Cabriolet                     | 1955 - 1959        | 667                   | de dos y cuatro plazas               |
| Ford Escort Cabriolet FEC             | 1983 - 1990        | 104.237               |                                      |
| Ford Escort Cabriolet                 | 1990 - 1997        | 80.620                |                                      |
| Ford Escort RS Cosworth               | 1992 - 1996        | 8.082                 |                                      |
| Ford Merkur XR4Ti                     | 1985 - 1989        | 42.464                |                                      |
| Karmann Ghia Cupé                     | 1955 - 1974        | 362.601               |                                      |
| Karmann Ghia Cabriolet                | 1957 - 1974        | 80.881                |                                      |
| Karmann Ghia Tipo 34                  | 1961 - 1969        | 42.505                |                                      |
| Karmann Ghia TC                       | 1970 - 1976        | 18.119                |                                      |
| Kia Sportage Todoterreno ligero       | 1995 - 1998        | 25.984                |                                      |
| Land Rover Defender Todoterreno       | 2002 - 2005        | 2.777                 | en Brasil                            |
| Mercedes-Benz CLK C208 Cabriolet      | 1998 - 2003        | 115.264               |                                      |
| Mercedes-Benz CLK C208 Cupé           | 2000 - 2002        | 28.706                |                                      |
| Mercedes-Benz CLK A209 Cabriolet      | 2003 - 2008        |                       |                                      |
| Nissan Micra C+C                      | 2006 - presente    |                       |                                      |
| Porsche 356B Karmann Notchback        | 1961 - 1962        | 1650                  |                                      |
| Porsche 911                           | 1966 - 1971        |                       | 911, 911T, y 911E Cupés              |
| Porsche 912                           | 1966 - 1969 y 1976 |                       | cupés, targa entre 1967 - 1969       |
| VW - Porsche 914                      | 1969 - 1976        | 118.949               |                                      |
| Porsche 968                           | 1991 - 1994        | 11.803                | carrocería en bruto (Body-In-White ) |
| Renault 19 Cabriolet                  | 1990 - 1996        | 29.222                | carrocería en bruto (Body-In-White ) |
| Renault Mégane I Cabriolet            | 1996 - 2003        | 74.096                | carrocería en bruto (Body-In-White ) |
| Renault Mégane                        | 2004-presente      |                       | carrocerías y sistema de techos      |
| Triumph TR6                           | 1969-1976          |                       |                                      |
| Volkswagen Tipo 1 Cabriolet           | 1949-1980          | 331.847               |                                      |
| Volkswagen SP Cupé                    | 1972 - 1976        | 10.205                |                                      |
| Volkswagen Golf I Cabriolet           | 1979 - 1993        | 388.522               |                                      |
| Volkswagen Corrado                    | 1988 - 1995        | 97.521                |                                      |
| Volkswagen Golf III Cabriolet         | 1993 - 1997        | 129.475               |                                      |
| Volkswagen Golf III Variant           | 1997 - 1999        | 80.928                |                                      |
| Volkswagen Golf IV Cabriolet          | 1997 - 2001        | 82.588                | base Golf III                        |
| Volkswagen Scirocco I                 | 1974 - 1981        | 504.153               |                                      |
| Volkswagen Scirocco II                | 1981 - 1992        | 291.497               |                                      |